# SnatchBot
Softver SnatchBot besplatan je alat za izradu chatbota na temelju oblaka, osmišljen za društvene mreže.

## Povijest
SnatchBot, koji su 2015. godine osnovali Henri Ben Ezra i Avi Ben Ezra, jedna je od novih tehnoloških tvrtki koje dolaze iz Herzliya Pituacha u Izraelu.
U srpnju 2017. godine, Snatchbot je sponzorirao Chatbot Summit održan u Berlinu, Njemačka. U prosincu 2017. više od 30 milijuna krajnjih korisnika imalo je chatbotove izgrađene na platformi SnatchBot.

## Usluge
SnatchBot pomaže korisnicima u izgradnji botova za Facebook Messenger, Skype, Slack, SMS, Twitter i druge platforme društvenih mreža. SnatchBot također pruža besplatne modele za natural language processing (obrada prirodnog jezika). Zajedno s tvrtkinim alatima za machine learning (strojno učenje), platforma omogućuje stvaranje chatbotova koji mogu analizirati namjere korisnika.

## Pogledajte također
- Chatbot